# Kasteel Keienheuvel
Kasteel Keienheuvel is een kasteeltje in de Belgische plaats Klein-Gelmen (provincie Limburg), dat zich bevindt aan Steenweg 35-37.
Het betreft een alleenstaande villa met bijhorend "koetshuis" die samen in 1900 in eclectische stijl gebouwd zijn. Van belang zijn vooral de twee rondboogvensters in de zuidoostelijke zijgevels. Deze zijn voorzien van houtwerk en glas in lood, uitgevoerd in art-nouveaustijl. Sedert 1986 is er een hotel gevestigd in het "koetshuis".
Om het huis heen is een park aangelegd dat door het huis verdeeld wordt in een voortuin en een, grotere, achtertuin. In het park staan tal van fraaie inheemse bomen en cultivars, maar ook bijvoorbeeld een Groene trompetboom en een Zwarte walnoot.